# Joe Nuxhall
Joseph Henry Nuxhall (né le 30 juillet 1928 à Hamilton, Ohio, États-Unis et mort le 15 novembre 2007 à Fairfield, Ohio, États-Unis) est un ancien lanceur gaucher de la Ligue majeure de baseball plus tard devenu commentateur sportif.
Joe Nuxhall est le plus jeune joueur de l'histoire du baseball majeur, ayant revêtu l'uniforme des Reds de Cincinnati pour la première fois le 10 juin 1944 à l'âge de 15 ans et 316 jours. Près de 8 ans plus tard, Nuxhall revient chez les Reds en 1952 et joue dans les majeures jusqu'en 1966. Toutes ses saisons se déroulent à Cincinnati, sauf la saison 1961 passée chez les Athletics de Kansas City et le début de sa saison 1962 avec les Angels de Los Angeles. Surnommé The Ol' Left-Hander (« le vieux gaucher »), il participe au match des étoiles en 1955 et 1956.
Il est commentateur sportif à la radio à partir de 1967 et élu au Temple de la renommée des Reds de Cincinnati en 1968. Son association avec les Reds dure 63 ans et se termine avec l'annonce de sa retraite en 2004, après 37 ans derrière le micro. Il succombe à un cancer le 15 novembre 2007 à l'âge de 79 ans.
La rue sur laquelle est située le Great American Ball Park, actuel stade où évoluent les Reds à Cincinnati, est nommée Joe Nuxhall Way.